# 柳江明珠水上大舞台

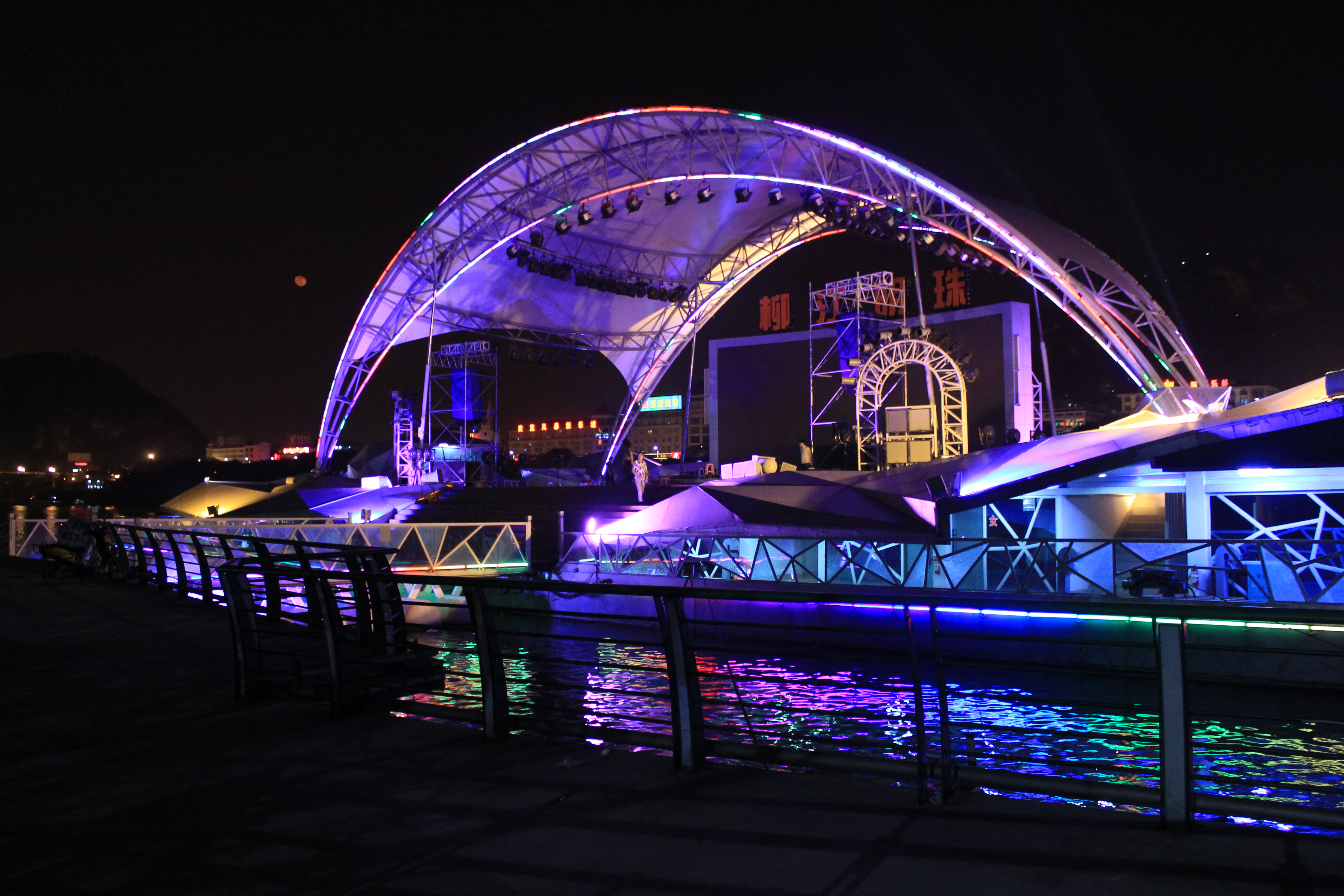
柳江明珠水上大舞台

柳江明珠水上大舞台是中華人民共和國廣西壯族自治區柳州市柳江北岸的一個舞台，於2010年啟用，建成時是世界最大的江上浮动舞台。大舞臺附近有蟠龙山上的“文光塔”，“蟠龙塔”，蟠龙山人工瀑布群，柳江水上音乐喷泉以及文惠桥。